# Tarzan's Savage Fury
Tarzan's Savage Fury (Brasil: Tarzan e a Fúria Selvagem / Portugal: Tarzan, Fúria Selvagem) é um filme norte-americano de 1952, do gênero aventura, dirigido por Cy Endfield e estrelado por Lex Barker e Dorothy Hart.

## A produção
Em Tarzan's Savage Fury, o produtor Sol Lesser tentou recriar o ambiente doméstico característico de tantos filmes de Tarzan. O roteirista Cyril Hume, que já trabalhara em Tarzan Finds a Son!, foi contratado para desenvolver uma história em que houvesse um personagem semelhante ao Boy de Johnny Sheffield. Assim nasceu o órfão Joey, resgatado pelo Homem Macaco das mãos de nativos que o usavam para caçar crocodilos. Joey foi vivido por Tommy Carlton, um menino de onze anos de idade, em seu primeiro e único trabalho no cinema.
Barker aparece de barba e bigode, encarnando Lord Greystoke, na breve cena em que aparece o retrato do pai de Tarzan. A cena é necessária, porque um dos personagens, na verdade um escroque, deseja provar que é primo do herói. Lesser continuou com sua busca da Jane ideal. Desta vez, ele experimentou Dorothy Hart, uma bela ruiva cuja expressividade tornava-a perfeita para o papel. Entretanto, esta foi sua única experiência como a esposa de Tarzan.
O surpreendente fraco desempenho do filme, lançado em 18 de março de 1952, foi atribuído por Lesser à quantidade de falas que o rei das selvas profere na história. O Tarzan de Barker seguia os passos do Tarzan de Johnny Weissmuller quanto à falta de loquacidade e tinha, em média, cem pequenas falas por filme. Em Tarzan's Savage Fury, Barker pronunciou cento e trinta e sete frases, um recorde. Então, Lesser decidiu que, em  sua próxima aventura, o herói não abriria a boca mais que oitenta e três vezes, também um recorde, só que negativo.

## Sinopse
Relutante, Tarzan aceita levar dois agentes do governo inglês até a tribo dos Wazuris, em cujas terras existe uma riqueza incalculável de diamantes em estado bruto. Segundo os agentes, essas joias são necessárias para uso das Forças Armadas. Na verdade, os agentes não passam de criminosos que desejam enriquecer de maneira fácil e logo tentam fugir com o tesouro. Mas Tarzan está atento.

## Recepção crítica
A revista Hollywood Reporter disse que Tommy Carlton é "um jovem fascinante, com habilidades acrobáticas suficientes para viver um Tarzan júnior", mas o filme "é um dos mais fracos da série". Opinião parecida têm os autores do livro "The RKO Story", para quem "o roteiro flácido (...), a direção sem vida de Cyril Endfield e as melancólicas atuações do elenco principal fazem desde um dos episódios menos absorventes de Tarzan".

## Elenco
| Ator/Atriz     | Personagem |
| -------------- | ---------- |
| Lex Barker     | Tarzan     |
| Dorothy Hart   | Jane       |
| Patric Knowles | Edwards    |
| Charles Korvin | Rokov      |
| Tommy Carlton  | Joey       |